# Патријарх московски Тихон
Патријарх Тихон (рус. Тихон; световно Василиј Белавин, 19/31. јануар 1865 — 7. април 1925) је био патријарх Руске православне цркве, у периоду од 21. новембра (4. децембра) 1917. године до 7. априла 1925. године, први након обнове патријаршије у Русији.

## Биографија
Рођен у парохијској цркви Васкрсења у месту Клин у Псковској области.
Василиј Белавин је имао троје браће и сестара који су умрли као млади. Са девет година, Василије одлази у Торопетску верску школу, а 1878, наставља своје школовање у Псковској богословији. Године 1888. дипломирао је на духовној академији у Санкт Петербургу.
Дана 11. јуна 1888. изабран је за професора догматског богословља на Псковској богословији. Током децембра 1891. замонашио се под именом Тихон, и рукоположио за свештеника. У марту 1892. именован је за инспектора Хелмске богословије, а убрзо и за њеног ректора.
Дана 19. октобра 1897. године је хиротонисан за епископа града Лублина и викарног епископа Епархије Холмско-Варшавске. Дана 14. септембра 1898. именован је за епископ Аљаске и Алеутских острва и Северне Америке.
Дана 12. децембра 1903. на његов захтев, Свети синод је одлучио да успостави Аљаски викаријат у Северној Америци. На место викарног епископа изабран је Инокентије Иркутски. На његов предлог, 1905, епископски синод пресељен је из Сан Франциска у Њујорк, где је његовим напорима изграђен је Храм Светог Николе у Менхетну.
Дана 5. маја 1905. уздигнут је у чин архиепископа. Исте године, у Минеаполису, отворио је прву православну Богословију у Америци.
Уз његово активно учешће настављен је и завршен превод литургијских текстова на енглески језик. Подигао је на десетине нових цркава, имао је активну улогу у изградњи и организацији парохија Руске цркве у Америци. На његов предлог изграђен је први православни манастир у Северној Америци где је направљено и школско сиротиште. Уcпео је да 32 унијатске заједнице преведе у православље, односно око 250.000 руских гркокатолика.
Дана 25. јануара 1907. године враћа се у Русију, у Јарослављ. Дана 22. децембра 1913, због сукоба са губернатором Јарославља пребачен је у Вилњус.

## Патријарх московски и све Русије
Фебруарска револуција затекла га је у Москви, где је био његов ред да присуствује Св. синоду. У Москви се епархијски сабор припремао да изабере новог московског архиепископа или митрополита. Тадашњи обер-прокурор Љвов тежио је уништењу православља и жестоко се противио његовом избору. Дана 4. јула 1917. он је ипак изабран за архиепископа руске цркве и поверена му је организација Помесног сабора, који се није састајао више од 200 година.
Дана 15. августа 1917. на дан Успења, одржан је Помесни сабор руске цркве 1917-1918. Више од половине Савета били су лаици, мада без права гласа у доношењу одлука. Након Октобарске револуције бољшевици су преузели власт у Петрограду. Дана 28. октобра (10. новембра), сабор је завршен и одлучено је да се обнови Московска патријаршија а за патријарха именован је дотадашњи митрополит Тихон.
Устоличен је 21. новембра (4. децембар) 1917. годин у Успењском храму у Кремљу.
Прва седница Савета усвојила низ законских докумената за уређење црквеног живота у новим условима. Одређен је правни положај цркве у држави, независност цркве и државе - уз сагласност Цркве и световног законодавства; обавезна православна вера за председника, министра вера и министра просвете. Одобрен је Правилник Светог Синода и Врховног савета цркава као врховних органа управљања између сазивања локалних сабора.
Након вести о масакрима свештенства, посебно убиства митрополита кијевског Владимира установљено је посебно помињање исповедника и мученика преминулих за православну веру. Дефинисано је и управљање епархијама уз активно учешће лаика, осуђена је нова бољшевичка власт.
20. септембра 1918. године Помесни сабор је насилно морао да прекине свој рад.
19. јануар 1918. године патријарх Тихон је издао његов чувени проглас против терора бољшевика. У Русији је владала глад, народ је био сиромашан, и изгладнео, а ситуацију је погоршавала ригидна политика бољшевичке власти (одузимање летине од сељака и отимање земље и других добара).
Уследили су оштри напади владиних гласила на архијереје Руске цркве. Централни извршни комитет у фебруару је одлучио је да узме из храмова све вредне предмете, укључујући и свете судове и друге богослужбене црквене предмете.
Политбиро бољшевика је на састанку 22. марта 1922. под руководством Лењина усвојио план Троцког да уништи црквену организацију, хапшењем чланова Синода и патријарха Тихона. У марту је приведен и осуђен као „одговоран за контра-револуционарну заверу“.
5. маја 1922. патријарх је поново ухапшен и стављен у кућни притвор у Донском манастиру, у потпуној изолацији од спољног света. Отпочиње монтирани процес праћен медијском хајком против патријарха и свештенства РПЦ. У кућном притвору је држан све до јуна 1923. године.
Након пуштања на слободу, више пута је предузиман атентат на њега. У једном од таквих покушаја убијен је његов келејник Јаков Полозов. Патријарх је завештао да га после смрти сахране поред њега. Последње године свог живота, иако прогоњен и болестан, није пропуштао ни једно празнично нити недељно богослужења. Преживео неколико атентата и покушаја тровања. Крајем 1924. у патријаршији је убијен његов секретар и блиски пријатељ, Јаков Полозов.
Умро је 7. априла 1925. године. Званичан узрок смрти је срчани удар, мада је судећи по околностима био отрован.
Канонизован је од стране Руске заграничне цркве 1981. године, а од стране Руске православне цркве, 9. октобра 1989. године.

## Занимљивости
Када се 1920-их година излила канализација у на брзину изграђеном Лењиновoм маузолеју на Црвеном тргу у Москви јер се десило оштећење канализационог система испод њега, а у коме се и дан данас налази Лењиново балсамовано тело, велики и Свети патријарх московски Тихон изговорио је чувену реченицу „Спрам моштију и јелеј“ (руски: "По мощам и елей!") која га је између осталог коштала мучеништва и тровања од стране комуниста. Фраза је често цитирана.